# ديانا تشانغ
ديانا تشانغ (بالإنجليزية: Diana Chang)‏ (1934 - 19 فبراير 2009)؛ شاعرة، كاتِبة وروائية أمريكية.